# Босияны
Босияны — деревня в Монастырщинском районе Смоленской области России. Входит в состав Новомихайловского сельского поселения. Население — 22 жителя (2007 год). 
Расположена в западной части области в 19 км к западу от Монастырщины, в 57 км западнее автодороги А141 Орёл — Витебск, на берегу реки Куброть. В 59 км восточнее деревни расположена железнодорожная станция Энгельгардтовская на линии Смоленск — Рославль. 

## История
В годы Великой Отечественной войны деревня была оккупирована гитлеровскими войсками в июле 1941 года, освобождена в сентябре 1943 года.